# Список лидеров регулярного чемпионата НБА по перехватам
В Национальной баскетбольной ассоциации (НБА) присуждается титул лидера регулярного чемпионата по перехватам игроку, сделавшему наибольшее количество перехватов в среднем за игру в течение данного сезона.
В баскетболе «перехват» означает действия игрока обороны по завладению мячом, которые выполняются при броске или передаче игроков атаки. При утрате контроля над мячом атакующей команде вследствие перехвата защитниками в статистическом отчёте матча записывается потеря. После перехвата мяча защищающаяся команда переходит в быстрый прорыв и набирает «лёгкие» очки. В НБА лучшим игроком по перехватам считается игрок с самым большим средним показателем по перехватам за матч. Впервые эта номинация была введена в сезоне 1973/74 годов, когда стала вестись статистика по перехватам. А чтобы претендовать на звание лидера чемпионата НБА по перехватам, баскетболист должен сыграть по крайней мере 58 матчей из 82 или сделать не менее 125 перехватов. Этот критерий вступил в силу начиная с сезона 1974/75 годов.
Элвину Робертсону принадлежат рекорды по общему количеству перехватов за сезон (301) и их среднему количеству за игру (3,67), которые он установил в сезоне 1985/86 годов. Дадли Брэдли принадлежит рекорд по общему количеству перехватов за сезон и по их среднему количеству за игру среди новичков — 211 и 2,57 соответственно, которые тот сделал в сезоне 1979/80 годов. Дайсон Дэниелс имеет лучший показатель по общему количеству перехватов за сезон (229) и по их среднему количеству за игру (3,01) среди действующих игроков.
Чаще других этот титул завоёвывал Крис Пол — 6 раз. Майкл Рэй Ричардсон, Элвин Робертсон, Майкл Джордан и Аллен Айверсон выигрывали этот титул по три раза. Мэджик Джонсон, Джон Стоктон, Муки Блэйлок и Бэрон Дэвис становились лидерами регулярного чемпионата по перехватам по два раза. Полу принадлежит рекорд по количеству завоёванных титулов подряд — 4. Четыре игрока завоёвывали титул лидера чемпионата по перехватам и в том же году становились чемпионами НБА: Рик Бэрри в 1975 году с «Голден Стэйт Уорриорз», Мэджик Джонсон в 1982 году с «Лос-Анджелес Лейкерс», Майкл Джордан в 1993 году с «Чикаго Буллз» и Дрэймонд Грин в 2017 году с «Голден Стэйт Уорриорз». Действующим обладателем титула является защитник «Атланта Хокс» Дайсон Дэниелс.

## Легенда к списку
| Поз.    | Ф       | З        | Прим.      |
| Позиция | Форвард | Защитник | Примечания |

| ^         | Отмечены игроки, выступающие в НБА по сей день |
| *         | Избраны в Зал славы баскетбола                 |
| Игрок (X) | Количество титулов                             |

## Лидеры регулярного чемпионата НБА по перехватам
| Сезон   | Игрок                   | Фото | Поз. | Команда                               | Игр сыграно | Всего перехватов | Перехватов за игру | Прим.         |
| ------- | ----------------------- | ---- | ---- | ------------------------------------- | ----------- | ---------------- | ------------------ | ------------- |
| 1973/74 | Ларри Стил              |      | З/Ф  | Портленд Трэйл Блэйзерс               | 81          | 217              | 2,68               | [ 4 ] [ 5 ]   |
| 1974/75 | Рик Бэрри*              |      | Ф    | Голден Стэйт Уорриорз                 | 80          | 228              | 2,85               | [ 6 ] [ 7 ]   |
| 1975/76 | Слик Уоттс              |      | З    | Сиэтл Суперсоникс                     | 82          | 261              | 3,18               | [ 8 ] [ 9 ]   |
| 1976/77 | Дон Бьюз                |      | З    | Индиана Пэйсерс                       | 81          | 281              | 3,47               | [ 10 ] [ 11 ] |
| 1977/78 | Рон Ли                  |      | З    | Финикс Санз                           | 82          | 225              | 2,74               | [ 12 ] [ 13 ] |
| 1978/79 | Эм Эл Карр              |      | З    | Детройт Пистонс                       | 80          | 197              | 2,46               | [ 14 ] [ 15 ] |
| 1979/80 | Майкл Рэй Ричардсон     |      | З/Ф  | Нью-Йорк Никс                         | 82          | 265              | 3,23               | [ 16 ] [ 17 ] |
| 1980/81 | Мэджик Джонсон*         |      | З/Ф  | Лос-Анджелес Лейкерс                  | 37          | 127              | 3,43               | [ 18 ] [ 19 ] |
| 1981/82 | Мэджик Джонсон* (2)     |      | З/Ф  | Лос-Анджелес Лейкерс                  | 78          | 208              | 2,67               | [ 20 ] [ 19 ] |
| 1982/83 | Майкл Рэй Ричардсон (2) |      | З/Ф  | Голден Стэйт Уорриорз Нью-Джерси Нетс | 64          | 282              | 2,84               | [ 21 ] [ 17 ] |
| 1983/84 | Рики Грин               |      | З    | Юта Джаз                              | 81          | 215              | 2,65               | [ 22 ] [ 23 ] |
| 1984/85 | Майкл Рэй Ричардсон (3) |      | З/Ф  | Нью-Джерси Нетс                       | 82          | 243              | 2,96               | [ 24 ] [ 17 ] |
| 1985/86 | Элвин Робертсон         |      | З    | Сан-Антонио Спёрс                     | 82          | 301              | 3,67               | [ 25 ] [ 26 ] |
| 1986/87 | Элвин Робертсон (2)     |      | З    | Сан-Антонио Спёрс                     | 81          | 260              | 3,21               | [ 27 ] [ 26 ] |
| 1987/88 | Майкл Джордан*          |      | З    | Чикаго Буллз                          | 82          | 259              | 3,16               | [ 28 ] [ 29 ] |
| 1988/89 | Джон Стоктон*           |      | З    | Юта Джаз                              | 82          | 263              | 3,21               | [ 30 ] [ 31 ] |
| 1989/90 | Майкл Джордан* (2)      |      | З    | Чикаго Буллз                          | 82          | 227              | 2,77               | [ 32 ] [ 29 ] |
| 1990/91 | Элвин Робертсон (3)     |      | З    | Милуоки Бакс                          | 81          | 246              | 3,04               | [ 33 ] [ 26 ] |
| 1991/92 | Джон Стоктон* (2)       |      | З    | Юта Джаз                              | 82          | 244              | 2,98               | [ 34 ] [ 31 ] |
| 1992/93 | Майкл Джордан* (3)      |      | З    | Чикаго Буллз                          | 78          | 221              | 2,83               | [ 35 ] [ 29 ] |
| 1993/94 | Нейт Макмиллан          |      | З/Ф  | Сиэтл Суперсоникс                     | 73          | 216              | 2,96               | [ 36 ] [ 37 ] |
| 1994/95 | Скотти Пиппен*          |      | Ф    | Чикаго Буллз                          | 79          | 232              | 2,94               | [ 38 ] [ 39 ] |
| 1995/96 | Гэри Пэйтон*            |      | З    | Сиэтл Суперсоникс                     | 81          | 231              | 2,85               | [ 40 ] [ 41 ] |
| 1996/97 | Муки Блэйлок            |      | З    | Атланта Хокс                          | 78          | 212              | 2,72               | [ 42 ] [ 43 ] |
| 1997/98 | Муки Блэйлок (2)        |      | З    | Атланта Хокс                          | 70          | 183              | 2,61               | [ 44 ] [ 43 ] |
| 1998/99 | Кендалл Гилл            |      | З    | Нью-Джерси Нетс                       | 50          | 134              | 2,68               | [ 46 ] [ 47 ] |
| 1999/00 | Эдди Джонс              |      | З/Ф  | Шарлотт Хорнетс                       | 72          | 192              | 2,67               | [ 48 ] [ 49 ] |
| 2000/01 | Аллен Айверсон*         |      | З    | Филадельфия-76                        | 71          | 178              | 2,51               | [ 50 ] [ 51 ] |
| 2001/02 | Аллен Айверсон* (2)     |      | З    | Филадельфия-76                        | 60          | 168              | 2,80               | [ 52 ] [ 51 ] |
| 2002/03 | Аллен Айверсон* (3)     |      | З    | Филадельфия-76                        | 82          | 225              | 2,74               | [ 53 ] [ 51 ] |
| 2003/04 | Бэрон Дэвис             |      | З    | Нью-Орлеан Хорнетс                    | 67          | 158              | 2,36               | [ 54 ] [ 55 ] |
| 2004/05 | Ларри Хьюз              |      | З    | Вашингтон Уизардс                     | 61          | 176              | 2,89               | [ 56 ] [ 57 ] |
| 2005/06 | Джеральд Уоллес         |      | Ф    | Шарлотт Бобкэтс                       | 55          | 138              | 2,51               | [ 58 ] [ 59 ] |
| 2006/07 | Бэрон Дэвис (2)         |      | З    | Голден Стэйт Уорриорз                 | 63          | 135              | 2,14               | [ 60 ] [ 55 ] |
| 2007/08 | Крис Пол^               |      | З    | Нью-Орлеан Хорнетс                    | 80          | 217              | 2,71               | [ 61 ] [ 62 ] |
| 2008/09 | Крис Пол^ (2)           |      | З    | Нью-Орлеан Хорнетс                    | 78          | 216              | 2,77               | [ 62 ] [ 63 ] |
| 2009/10 | Рэджон Рондо            |      | З    | Бостон Селтикс                        | 81          | 189              | 2,33               | [ 64 ] [ 65 ] |
| 2010/11 | Крис Пол^ (3)           |      | З    | Нью-Орлеан Хорнетс                    | 80          | 188              | 2,35               | [ 62 ] [ 66 ] |
| 2011/12 | Крис Пол^ (4)           |      | З    | Лос-Анджелес Клипперс                 | 60          | 152              | 2,53               | [ 62 ] [ 68 ] |
| 2012/13 | Крис Пол^ (5)           |      | З    | Лос-Анджелес Клипперс                 | 70          | 169              | 2,41               | [ 62 ] [ 69 ] |
| 2013/14 | Крис Пол^ (6)           |      | З    | Лос-Анджелес Клипперс                 | 62          | 154              | 2,48               | [ 62 ] [ 70 ] |
| 2014/15 | Кавай Леонард^          |      | Ф    | Сан-Антонио Спёрс                     | 64          | 148              | 2,31               | [ 71 ] [ 72 ] |
| 2015/16 | Стефен Карри^           |      | З    | Голден Стэйт Уорриорз                 | 79          | 169              | 2,14               | [ 73 ] [ 74 ] |
| 2016/17 | Дрэймонд Грин^          |      | Ф    | Голден Стэйт Уорриорз                 | 76          | 154              | 2,03               | [ 75 ] [ 76 ] |
| 2017/18 | Виктор Оладипо^         |      | З    | Индиана Пэйсерс                       | 75          | 177              | 2,36               | [ 77 ] [ 78 ] |
| 2018/19 | Пол Джордж^             |      | Ф    | Оклахома-Сити Тандер                  | 77          | 170              | 2,21               | [ 79 ] [ 80 ] |
| 2019/20 | Бен Симмонс^            |      | З/Ф  | Филадельфия Севенти Сиксерс           | 57          | 119              | 2,09               | [ 81 ] [ 82 ] |
| 2020/21 | Джимми Батлер^          |      | Ф/З  | Майами Хит                            | 52          | 108              | 2,08               | [ 83 ] [ 84 ] |
| 2021/22 | Деджонте Мюррей^        |      | З    | Сан-Антонио Спёрс                     | 68          | 138              | 2,03               | [ 85 ] [ 86 ] |
| 2022/23 | Оу Джи Ануноби^         |      | Ф    | Торонто Рэпторс                       | 67          | 128              | 1,91               | [ 87 ] [ 88 ] |
| 2023/24 | Де’Аарон Фокс^          |      | З    | Сакраменто Кингз                      | 74          | 150              | 2,03               | [ 89 ] [ 90 ] |
| 2024/25 | Дайсон Дэниелс^         |      | З    | Атланта Хокс                          | 76          | 229              | 3,01               | [ 91 ] [ 92 ] |

## Комментарии
1. ↑  Количество сделанных перехватов в среднем за игру, округляется до сотых.
2. ↑  В этом сезоне Эдди Джордан и Норм Никсон сделали по 201-му перехвату, но сыграли на две игры больше, чем Эм Эл Карр, поэтому по среднему показателю за игру они отстали от него на одну сотую (2,45 против 2,46)[14].
3. ↑  В этом сезоне Майкл Рэй Ричардсон сделал 232 перехвата, но сыграл на 42 игры больше, чем Мэджик Джонсон, поэтому по среднему показателю за игру первый намного отстал от последнего (2,94 против 3,43)[18].
4. ↑  В этом сезоне Морис Чикс и Майкл Рэй Ричардсон сделали больше перехватов (209 и 213 соответственно), но и сыграли больше игр, чем Мэджик Джонсон, поэтому по среднему показателю за игру они отстали от него (2,65 и 2,60 против 2,67 соответственно)[20].
5. ↑  В этом сезоне Рики Грин сделал 220 перехватов, но сыграл на 14 игр больше, чем Майкл Рэй Ричардсон, поэтому по среднему показателю за игру первый немного отстал от последнего (2,82 против 2,84)[21].
6. ↑  В этом сезоне Бревин Найт сделал 196 перехватов, но сыграл на 10 игр больше, чем Муки Блэйлок, поэтому по среднему показателю за игру первый немного отстал от последнего (2,45 против 2,61)[44].
7. ↑  Этот сезон был сокращён до 50 игр из-за состоявшегося локаута[45], поэтому в таблицу лидеров заносили только тех, кто сыграл как минимум 43 игры (из 50) и сделал как минимум 76 перехватов[3].
8. ↑  В этом сезоне Дуг Кристи сделал 183 перехвата, но сыграл на 10 игр больше, чем Аллен Айверсон, поэтому по среднему показателю за игру первый немного отстал от последнего (2,26 против 2,51)[50].
9. ↑  В этом сезоне Джейсон Кидд сделал 175 перехватов, но сыграл на 22 игры больше, чем Аллен Айверсон, поэтому по среднему показателю за игру первый намного отстал от последнего (2,13 против 2,80)[52].
10. ↑  В этом сезоне Шон Мэрион сделал 167 перехватов, но сыграл на 12 игр больше, чем Бэрон Дэвис, поэтому по среднему показателю за игру первый намного отстал от последнего (2,11 против 2,36)[54].
11. ↑  В этом сезоне Аллен Айверсон сделал 180 перехватов, но сыграл на 14 игр больше, чем Ларри Хьюз, поэтому по среднему показателю за игру первый намного отстал от последнего (2,40 против 2,89)[56].
12. ↑  В этом сезоне Крис Пол сделал 180 перехватов, но сыграл на 23 игры больше, чем Джеральд Уоллес, поэтому по среднему показателю за игру первый намного отстал от последнего (2,24 против 2,51)[58].
13. ↑  В этом сезоне Шон Мэрион сделал 156 перехватов, но сыграл на 17 игр больше, чем Бэрон Дэвис, поэтому по среднему показателю за игру первый немного отстал от последнего (1,95 против 2,14)[60].
14. ↑  Этот сезон был сокращён до 66 игр из-за состоявшегося локаута[67], поэтому в таблицу лидеров заносили только тех, кто сыграл как минимум 57 игр (из 66) и сделал как минимум 100 перехватов[3].
15. ↑  В этом сезоне Майк Конли сделал 174 перехвата, но сыграл на 10 игр больше, чем Крис Пол, поэтому по среднему показателю за игру первый немного отстал от последнего (2,18 против 2,41)[69].
16. ↑  В этом сезоне Рики Рубио и Таддеус Янг сделали больше перехватов (190 и 167 соответственно), но и сыграли больше игр, чем Крис Пол, поэтому по среднему показателю за игру они отстали от него (2,32 и 2,11 против 2,48 соответственно)[70].
17. ↑  В этом сезоне Стефен Карри и Крис Пол сделали больше перехватов (163 и 156 соответственно), но и сыграли намного больше игр, чем Кавай Леонард, поэтому по среднему показателю за игру они отстали от него (2,04 и 1,90 против 2,31 соответственно)[71].
18. ↑  В этом сезоне Джон Уолл сделал больше всех перехватов (157), но сыграл на две игры больше, чем Дрэймонд Грин, поэтому по среднему показателю за игру первый немного отстал от последнего (2,01 против 2,03)[75].
19. ↑  В сезоне 2019/20 Джеймс Харден лидировал по общему числу перехватов (125), но он провёл намного больше игр, чем Бен Симмонс, поэтому по среднему показателю за игру занял только пятое место (1,84)[81].
20. ↑  В сезоне 2020/21 Ти Джей Макконнелл лидировал по общему числу перехватов (128), но он провёл намного больше игр, чем Джимми Батлер, поэтому по среднему показателю за игру занял второе место (1,86)[83].
21. ↑  В сезоне 2023/24 Шей Гилджес-Александер также лидировал по общему числу перехватов (150), но он провёл на одну игру больше, чем Де’Аарон Фокс, поэтому по среднему показателю за игру занял второе место (2,00)[89].